# Generalquartiermeister

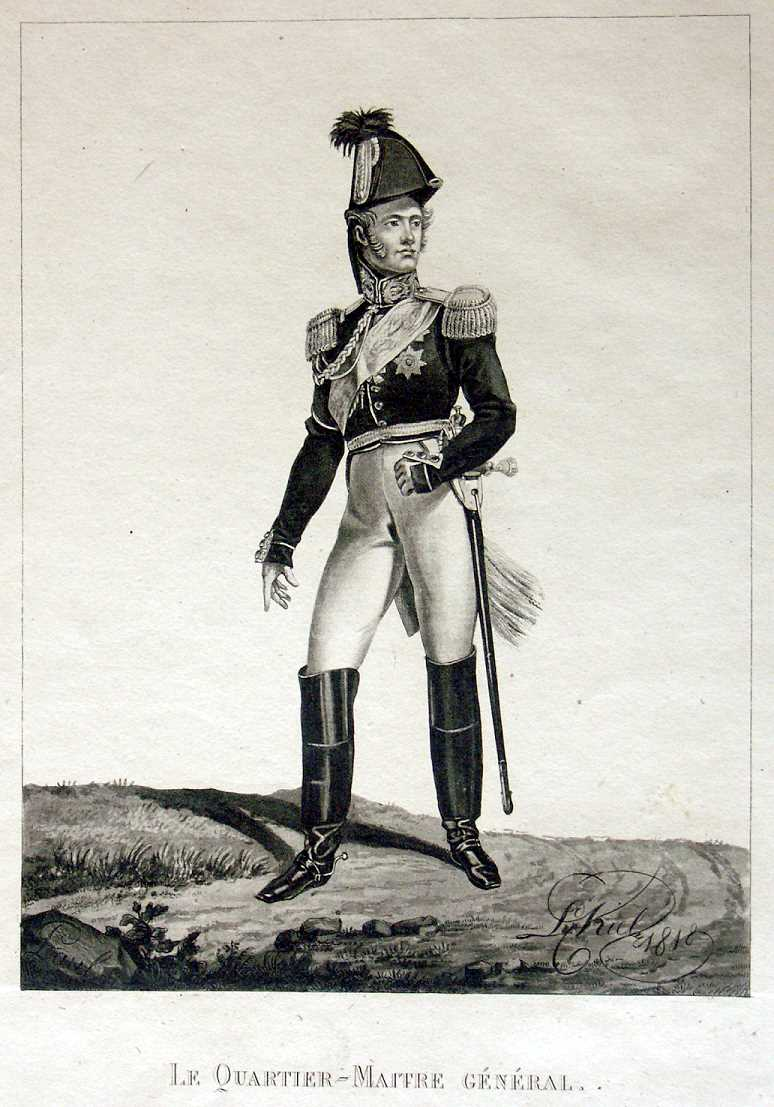
Ludwig Karl von Kiel, Generalquartiermeister zur Zeit der napoleonischen Kriege

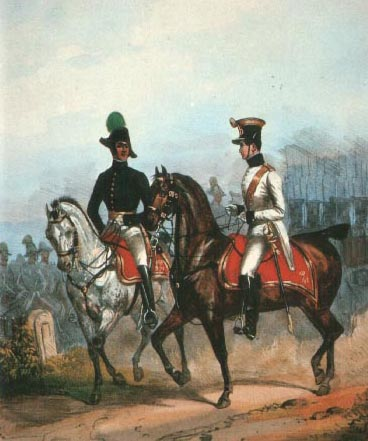
K.u.k. Generalquartiermeisterstab – Stabsoffizier und Adjutant Mitte 19. Jh.

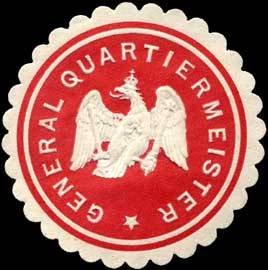
Siegelmarke des preußischen General Quartiermeisters

Der Generalquartiermeister war früher ein höherer Offizier, der mit den Anordnungen zur Unterbringung der Truppen betraut war. Nach der Bildung der Generalquartiermeisterstäbe diente er als Chef seines jeweiligen Stabes, und nachdem diese Stäbe in vielen Armeen zum Generalstab erweitert worden waren, neben dem Chef des Generalstabs als Offizier mit besonderen Obliegenheiten. In den meisten Heeren gab es den Generalquartiermeister nur während eines Feldzuges.
Mit der Weiterentwicklung der Stäbe wurde in Deutschland und Russland in den Führungsstäben ab Armee, Heeresgruppe (Deutschland) bzw. Fronten (Russland) der Stellvertreter des Chefs des Stabes für operative Aufgaben als Generalquartiermeister bezeichnet. Diese Funktion entspricht heute in der NATO dem G3/A3 (General Staff 3 bzw. Admiral Staff 3 oder Air Staff 3).

## Deutschland

### Preußen und Deutsches Kaiserreich
Für die Friedenszeit war in Preußen von 1881 bis 1888 ein Generalquartiermeister bestellt worden, um als Stellvertreter den Chef des Generalstabs, Generalfeldmarschall Helmuth von Moltke, zu entlasten. Inhaber des Amtes war Alfred Graf von Waldersee. Mit dem Rücktritt von Moltkes fiel diese Stelle wieder fort. Dafür wurden die Stellen von drei Oberquartiermeistern – ab 1894 deren vier – geschaffen, von denen ab 1896 der rangälteste zum Generalquartiermeister ernannt wurde (z. B. 1906 Fritz von Below).
Der Generalquartiermeister war meist ein General der Infanterie oder ein General der Kavallerie und gehörte wie die Oberquartiermeister dem Generalstab der Armee an. Er fungierte gleichzeitig als Chef der Landesaufnahme.
Eine besondere Dienststellung im Ersten Weltkrieg war die des Ersten Generalquartiermeisters. Sie wurde 1916 eigens für den General der Infanterie Erich Ludendorff geschaffen, um diesen faktisch gleichberechtigt neben den Chef des Generalstabs, Generalfeldmarschall Paul von Hindenburg, zu stellen. Das hing auch damit zusammen, dass der eigentliche Oberbefehlshaber, Kaiser Wilhelm II., über keine Generalstabserfahrungen verfügte. Beide Offiziere bildeten von 1916 bis 1918 gemeinsam die dritte Oberste Heeresleitung und waren während dieser Zeit für die Kriegsführung verantwortlich. Nach dem Ausscheiden Ludendorffs 1918 wurde diese Dienststellung bis 1919 von Generalleutnant Wilhelm Groener bekleidet.

### Wehrmacht
Im Generalstab des Heeres der Wehrmacht wurde mit der Mobilmachung im August 1939 aus der 6. (Quartiermeister-)Abteilung die Stelle des Generalquartiermeisters wieder geschaffen, der direkt dem Chef des Generalstabs des Heeres unterstellt war. Er war zuständig für alle Fragen der Versorgung des Feldheeres und für Fragen der militärischen Verwaltung. Er erließ ferner nach Maßgabe seines Vorgesetzten die grundlegenden Weisungen für die Handhabung der vollziehenden Gewalt und für die Zivilverwaltung im Operationsgebiet, wo ihm auch die dort befindlichen Kriegsgefangenenlager unterstanden. Zu diesen Zwecken unterhielt er Außenstellen auf den Kriegsschauplätzen und kommunizierte mit den Oberquartiermeistern der Armeen und Heeresgruppen. Zusätzlich übte er die Gerichtsbarkeit über die Angehörigen des Hauptquartiers des OKH und der diesem nachgeordneten Dienststellen aus. Generalquartiermeister des Heeres waren:
- Generalmajor/Generalleutnant Eugen Müller – 1. September 1939 bis 30. September 1940
- Generalleutnant/General der Artillerie Eduard Wagner – 1. Oktober 1940 bis 20. Juli 1944
- Oberst/Generalmajor Alfred Toppe – 22. Juli 1944 bis Kriegsende

Eine vergleichbare Stelle existierte bereits ab 1938 bei der Luftwaffe. Diesem waren die Abteilungen 2, 4 und 6 des Generalstabs der Luftwaffe, zuständig für Fragen der Organisation, Versorgung und Rüstung, unterstellt. Generalquartiermeister der Luftwaffe waren:
- Oberst/Generalmajor/Generalleutnant/General der Flieger Hans-Georg von Seidel – 16. April 1938 bis 30. Juni 1944
- Generalleutnant Dietrich von Criegern – 1. Juli 1944 bis Kriegsende

## Frankreich
Einen ähnlichen Aufgabenbereich wie der deutsche Generalquartiermeister decken in Frankreich die Commissaires des armées (veraltet: Commissaires des guerres bzw. Commissaires aux guerres) ab.

## Großbritannien
Der Generalquartiermeister des britischen Heeres (englisch Quartermaster-General to the Forces) bearbeitete unter der Aufsicht des Oberbefehlshabers (commander-in-chief) die Versorgung des Heeres mit Verpflegung, Lebensmitteln und Feuerung sowie die Unterbringung, Materialversendung, Truppenbewegungen, Kasernenausstattung und -ausrüstung. Daneben verwaltete er den Transport (Train), das Zahlmeisterwesen, Veterinärdepartment und alle mit diesen Dienststellen in Verbindung stehenden Anstalten. Er diente dem Kriegsminister als Berater (adviser).

## Schweiz
Im Sonderbundskrieg 1847 gab es im eidgenössischen Stab beim Befehlshaber der eidgenössischen Armee den Rang eines Grossquartiermeisters.